# Peter Benenson
Peter Benenson, de son vrai nom Peter James Henry Solomon, né le 31 juillet 1921 à Londres et mort le 25 février 2005 à Oxford, est un avocat britannique, connu pour avoir fondé l'organisation Amnesty International en 1961,.

## Biographie
Fils unique d'Harold Solomon et Flora Benenson, Peter Benenson est né à Londres dans une famille juive. Son père, officier dans l'armée, est mort quand Benenson avait neuf ans. À l'âge de seize ans, avec des camarades de classe, il aide à établir des fonds pour venir en aide à des enfants orphelins victimes de la guerre d'Espagne. Il a pris le nom de Benenson comme hommage à son grand-père maternel, Grigori Benenson. 
Il s'inscrit ensuite à l'université d'Oxford (Balliol College), mais la Seconde Guerre mondiale interrompt ses études. De 1941 à 1945, Peter Benenson travaille à Bletchley Park, un manoir anglais qui fut le quartier général des services de renseignement britanniques durant la Seconde Guerre mondiale ; les cryptologues alliés y déchiffraient les messages allemands codés avec Enigma et la machine de Lorenz. Peter Benenson y rencontre sa première épouse, Margaret Anderson. Après sa démobilisation en 1946, Peter Benenson commence à exercer son métier d'avocat avant de rejoindre le parti travailliste. En 1957, avec un groupe d'avocats, il fonde « JUSTICE », une organisation pour la défense des droits de l'homme. En 1958, il se convertit au catholicisme. L'année suivante, il tombe malade et se retire pour convalescence en Italie. 

### Amnesty International
En 1960, Peter Benenson est choqué par un article de journal qui relate l'arrestation de deux étudiants portugais condamnés à sept ans de prison pour avoir porté un toast à la liberté pendant la dictature de Salazar. Révolté, il lance dans le journal The Observer (dont le rédacteur était David Astor) un appel en faveur « des prisonniers oubliés » dans lequel fut utilisé pour la première fois la notion de « prisonnier d'opinion » le 28 mai 1961. L'avocat reçoit alors des milliers de lettres de soutien. L'appel, repris dans les journaux du monde entier, demandait aux lecteurs d'écrire des lettres pour protester contre l'arrestation des deux jeunes hommes. Pour coordonner cette campagne, Peter Benenson fonde l'organisation Amnesty International, en juillet 1961, avec l'aide, entre autres, de Seán MacBride et d'Eric Baker,. 
Initialement désigné comme secrétaire général d'Amnesty International, Peter Benenson retire sa candidature en 1964 en raison de sa mauvaise santé. Il s'occupe de l'association jusqu'en 1996, avant de prendre un certain recul.
Il meurt en 2005 à l'hôpital de John Radcliffe, Oxford, à l'âge de 83 ans,,, d'une pneumonie.

## Récompenses
- 1978 : lauréat du prix Gandhi pour la paix.
- 2001 : lauréat du prix Pride of Britain Awards.